# Епархия Уэхутлы
Епархия Уэхутлы (лат. Dioecesis Hueiutlensis) — епархия Римско-Католической церкви с центром в городе Уэхутла, Мексика. Епархия Уэхутлы входит в митрополию Тулансинго. Кафедральным собором епархии Уэхутлы является церковь святого Августина.

## История
24 ноября 1922 года Римский папа Пий XI издал буллу «Inter negotia», которой учредил епархию Уэхутлы, выделив её из архиепархии Тулансинго. В этот же день епархия Уэхутлы вошла в митрополию Пуэблы.
27 ноября 1960 года и 9 июня 1962 года епархия Уэхутлы передала часть своей иерритории новым епархиям Сьюдад-Вальеса и Туспана.
25 ноября 2006 года епархия Уэхутлы вошла в митрополию Тулансинго.

## Ординарии епархии
- епископ José de Jesús Manríquez y Zárate (11.12.1922 — 1.07.1939);
- епископ Manuel Jerónimo Yerena y Camarena (17.07.1940 — 19.08.1963);
- епископ Bartolomé Carrasco Briseño (19.08.1963 — 18.05.1967);
- епископ Sefafín Vásquez Elizalde (16.03.1968 — 2.12.1977 — назначен епископом Сьюдад-Гусмана);
- епископ Juan de Dios Caballero Reyes (11.07.1978 — 18.11.1993);
- епископ Salvador Martínez Pérez (24.06.1994 — 12.03.2009);
- епископ Salvador Rangel Mendoza (12.03.2009 — 20.06.2015 — назначен епископом Чильпансинго-Чилапы);
- епископ José Hiraís Acosta Beltrán (25.01.2016 — по настоящее время).

## Источник
- Annuario Pontificio, Ватикан, 2005
- Булла Inter negotia, AAS 15 (1923), стp. 332  (лат.)